# Liste von Persönlichkeiten der Stadt Saporischschja
Die folgende Liste enthält Personen, die in Saporischschja geboren wurden sowie solche, die zeitweise dort gelebt und gewirkt haben, jeweils chronologisch aufgelistet nach dem Geburtsjahr. Die Liste erhebt keinen Anspruch auf Vollständigkeit.

## In Saporischschja geborene Persönlichkeiten

### Bis 1970
- Alexander Gawrilenko (1861–1914), Maschinenbauingenieur, Industrieller und Hochschullehrer
- Marija Nikiforowa (1885–1919), ukrainische Anarchistin und Partisanenführerin im Russischen Bürgerkrieg
- Robert Lisovsky (1893–1982), Schweizer Grafiker, Maler, Designer und Bühnenbildner
- Alexander Iwtschenko (1903–1968), sowjetischer Flugmotorenkonstrukteur
- Alexander Zfasman (1906–1971), russischer Jazz-Bandleader, Komponist und Pianist des Swing
- Michail Lesetschko (1909–1984), sowjetischer Politiker
- Jakow Punkin (1921–1994), sowjetischer Ringer
- Abram Chassin (1923–2022), russischer Schachspieler
- Leonhard Froese (1924–1994), deutscher Erziehungswissenschaftler
- Wolodymyr Dachno (1932–2006), Animator, Animationsfilm-Regisseur und Drehbuchautor
- Galina Kastel (1935–2023), sowjetische bzw. russische Astronomin
- Polina Astachowa (1936–2005), sowjetische Kunstturnerin
- Leonid Iwanow (* 1937), Langstreckenläufer
- Wolodymyr Horbulin (* 1939), Ingenieur und Politiker
- Mykola Tomin (* 1948), Handballspieler
- Jurij Lahutyn (1949–1978), Handballspieler
- Gennady Estraikh (* 1952), Judaist
- Oleksandr Pekluschenko (1954–2015), Politiker
- Walerij Iwaschtschenko (* 1956), ukrainischer Politiker
- Waleri Kulikow (* 1956), russischer Vizeadmiral und Politiker
- Walentyna Lutajewa (1956–2023), Handballspielerin
- Wolodymyr Raskatow (1957–2014), Schwimmer
- Larysa Golik (* 1958), Kunstmalerin und Illustratorin
- Wladimir Jaschtschenko (1959–1999), Hochspringer
- Oleksandr Schypenko (1959–2015), Handballspieler, -trainer und -funktionär
- Alexander Sisonenko (1959–2012), sowjetischer Basketballspieler und ehemals größter Mensch
- Vladimir Ze'ev Khanin (* 1959), israelischer Politologe und Hochschullehrer
- Wjatscheslaw Diduschenko (* 1960), ukrainischer Handballspieler und -trainer
- Sergei Glasjew (* 1961), russischer Ökonom und Politiker
- Mykola Komarow (* 1961), sowjetischer Ruderer
- Jewhen Schachow (* 1962), Fußballspieler und -trainer
- Natalja Borissowna Lebedewa (* 1964), Eiskunstläuferin
- Sergiusz Wołczaniecki (* 1964), polnischer Gewichtheber
- Kostjantyn Hryhoryschyn (* 1965), Oligarch
- Ljudmyla Suprun (* 1965), Politikerin
- Andrei Xepkin (* 1965), Handballspieler
- Juri Kuzenko (* 1967), russischer Schauspieler
- Wolodymyr Sajikman (* 1968), ukrainisch-israelischer Handballspieler und -trainer

### 1971 bis 1980
- Switlana Bondarenko (* 1971), Schwimmerin
- Andrij Nataljuk (* 1971), Handballspieler
- Wolodymyr Polikarpenko (* 1972), Triathlet
- Oksana Skaldina (* 1972), Rhythmische Sportgymnastin
- Olha Straschewa (* 1972), Turnerin
- Olena Schupina (* 1973), Wasserspringer
- Roman Wolodkow (* 1973), Wasserspringer
- Eva Neymann (* 1974), deutsch-ukrainische Regisseurin
- Vita Nel (* 1975), südafrikanische Beachvolleyballspielerin
- Olexander Streltsov (* 1975), Bobsportler
- Estas Tonne (* 1975), Gitarrenvirtuose
- Slawik Kryklywyj (* 1976), professioneller Gesellschaftstänzer
- Hanna Sorokina (* 1976), Wasserspringerin
- Wita Stjopina (* 1976), Hochspringerin
- Denys Sylantjew (* 1976), Schwimmer
- Witalij Nat (* 1977), Handballspieler und -trainer
- Oksana Rajchel (* 1977), Handballspielerin
- Olena Antypina (* 1979), Tennisspielerin
- Eugen Bakumovski (* 1980), deutscher Volleyball-Nationalspieler
- Jewhen Hurkowskyj (* 1980), Handballspieler
- Switlana Serbina (* 1980), Wasserspringerin
- Olena Sinowjewa (* 1980), Gewichtheberin
- Jewhen Sotnykow (1980–2021), Judoka

### 1981 bis 1990
- Otar Dowschenko (* 1981), Journalist, Blogger und Autor
- Oleksij Trytenko (* 1981), Theater- und Filmschauspieler
- Oleksij Haj (* 1982), Fußballspieler
- Danylo Sapunow (* 1982), Triathlet
- Armen Wardanjan (* 1982), armenischer bzw. ukrainischer Ringer
- Stanislaw Bohusch (* 1983), Fußballtorwart
- Sergei Schelmenko (* 1983), Handballspieler
- Dmytro Newmywaka (* 1984), Fußballspieler
- Artem Swjosdow (* 1984), Handballspieler
- Stanislav Bakumovski (* 1984), deutscher Volleyball- und Beachvolleyballspieler
- Serhij Onufrijenko (* 1985), Handballspieler
- Ismajil Sillach (* 1985), Boxer
- Alyosha (* 1986), Sängerin
- Wiktor Kusnjezow (* 1986), Weit- und Dreispringer
- Oleksandr Pedan (* 1986), Handballspieler
- Anton Sacharow (* 1986), Wasserspringer
- Serhij Burka (* 1987), Handballspieler
- Walentyna Dawidowa (* 1987), Beachvolleyballspielerin
- Hennadij Komok (* 1987), Handballtorwart
- Alissa Kowalenko (* 1987), ukrainische Filmregisseurin und Kamerafrau
- Mychajlo Krywtschykow (* 1987), Handballspieler
- Denys Olijnyk (* 1987), Fußballspieler
- Olexandr Scheweljow (* 1987), Handballspieler
- Ewhenyja Schypkowa (* 1987), Beachvolleyballspielerin
- Oleksij Hantschew (* 1988), Handballspieler
- Jewhen Konstantynow (* 1988), Handballspieler
- Hanna Hazko (* 1990), Speerwerferin
- Jewhen Opanassenko (* 1990), Fußballspieler
- Jewhen Schuk (* 1990), Handballspieler

### 1991 bis 2000
- Serhij Krywzow (* 1991), Fußballspieler
- Oleksandr Nadtoka (* 1991), Ruderer
- Dmitri Pawlenko (* 1991), russischer Handballspieler
- Serhij Popow (* 1991), Beachvolleyballspieler
- Serhij Sydortschuk (* 1991), Fußballspieler
- Alexander Aharonov (* 1992), israelischer Eishockeytorwart
- Maksym Kowal (* 1992), Fußballtorwart
- Ljudmyla Ljaschenko (* 1993), paralympische Biathletin und Skilangläuferin
- Wiktorija Potechina (* 1993), Wasserspringerin
- Alina Tschaplenko (* 1993), Wasserspringerin
- Anastassija Iljinitschna Blisnjuk (* 1994), russische Rhythmische Sportgymnastin und zweifache Olympiasiegerin
- Jewhenija Lewtschenko (* 1994), Handballspielerin
- Oleksandr Kassaj (* 1997), Handballspieler
- Serhij Schewzow (* 1998), Schwimmer

### Ab 2001
- Wolodymyr Braschko (* 2002), Fußballspieler
- Mykyta Tschernakow (* 2002), Handballspieler
- Tetjana Lasarenko (* 2003), Beachvolleyballspielerin
- Marija Sur (* 2004), Sängerin